# Kristó Gyula
Kristó Gyula (Orosháza, 1939. július 11. – Szeged, 2004. január 24.) magyar történész, középkorász, egyetemi tanár, az MTA levelező tagja (1998). Kutatási területe a középkori magyar történelem és a történelem segédtudományai voltak.

## Életpályája
Édesapja a szlovák származású Kristó János, a Csongrád Megyei Építőipari Vállalat (= DÉLÉP) kőműves szakmunkása, édesanyja Rostás Veronika (†1973). Középiskolai tanulmányait az orosházi Táncsics Mihály Gimnáziumban végezte. 1957-ben nyert felvételt a szegedi József Attila Tudományegyetem Bölcsészettudományi Karára, ahol 1962-ben magyar-történelem, 1969-ben pedig latin szakos tanári diplomát szerzett. 1969-ben lett kandidátus. Egyik kitűnő mestere Szádeczky-Kardoss Samu volt. Igen hosszú idő után a József  Attila Tudományegyetemen újra volt minősített tudományos fokozattal rendelkező középkorász. Akadémiai doktori értekezését 1977-ben védte meg.
1962-től volt a JATE oktatója, 1978-ban nevezték ki egyetemi tanárrá.
1983-tól 1995-ig volt a József Attila Tudományegyetem Középkori és Koraújkori Magyar Történeti Tanszékének vezetője. A kárpát-medencei magyarság kutatása érdekében rövidebb ideig tartó tanulmányutakat tett a szomszédos országokba, Romániába nem sokáig utazhatott, persona non grata-nak nyilvánították, mivel kutatásainak eredményei nem egyeztek a hivatalos romániai történészek nézeteivel.
1978-79-ben a BTK dékánhelyettese, majd 1987-89 között dékánja volt. 1982-től 1985-ig a JATE rektori feladatait látta el. 1980-tól az MTA Történettudományi Bizottságának tagja. 1998-ban választották a Magyar Tudományos Akadémia levelező tagjává. Mérei Gyula történész professzor működése óta ő volt az első történész, aki mint a szegedi egyetem oktatója részersült ebben a nagy tudományos elismerésben. Akadémiai székfoglaló előadását A magyar őstörténet- és krónikakutatás témakörben tartotta meg 1999. február 11-én.
Kristó Gyula vezetésével alakult meg 1999. január 1-jén a Magyar Tudományos Akadémia Támogatott Kutatóhelyek Irodája felügyelete alatt, a Szegedi Tudományegyetemen a Magyar Medievisztikai Kutatócsoport. Kristó Gyula korai halála miatt a kutatócsoport vezetését Makk Ferenc egyetemi tanár, az MTA doktora vette át.
Többekkel lefordította magyar nyelvre Szent István király intelmeit és törvényeit, mely nemcsak az egyháztörténészek, hanem a jogászok körében is nagy sikert aratott, 2000-ben jelent meg először, azóta négy kiadást ért meg.
Nagy sikere volt a 2000-es évek mostani első évtizedében Szent István király c. kötetének, 2001-ben majd 2007-ben is kiadták.
Példás családi életet élt, feleségével három gyermeküket nevelték fel. Szegeden érte a halál, a szegedi Dugonics temetőben nyugszik.

## Emlékezete
- Emlékére megalapították a Kristó Gyula-díjat, amelyet évente két fiatal, szegedi kötődésű középkorkutató kaphat meg.
- 2010 januárjában a SZTE Történettudományi Intézetében tantermet neveztek el róla, és emléktáblát állítottak tiszteletére. Csernus Sándor dékán, Makk Ferenc egyetemi tanár ismertették és méltatták az ő munkásságát.

## Művei (válogatás)

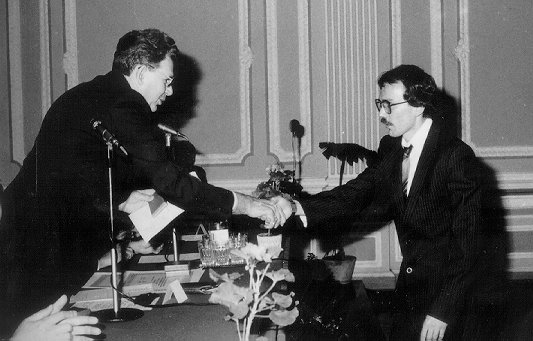
Kristó Gyula rektor (balra) felsőoktatási emlékérmet ad át Pálinkó Istvánnak (jobbra), 1984

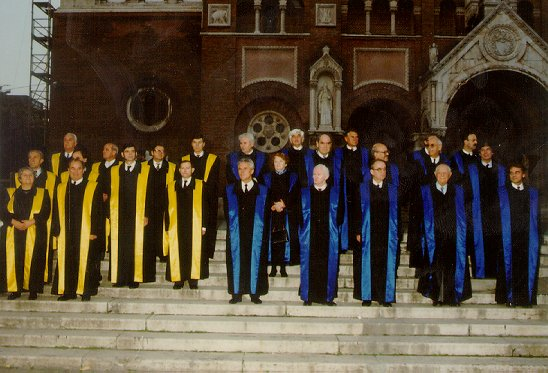
SZTE BTK professzorai jobbról kékben, középen az első sorban Makk Ferenc, mögötte Kristó Gyula, 1996.

- Tanulmányok Békéscsaba történetéből (1970)
- A középkori Csaba (1970)
- Csák Máté tartományúri hatalma (1973)
- Adatok „korai” helyneveink ismeretéhez I-II. (társszerző, 1973-74)
- A XI. századi hercegség története Magyarországon (1974)
- Az Aranybullák évszázada (1976)
- Szempontok korai helyneveink történeti tipológiájához (1976)
- A rozgonyi csata (1978)
- A feudális széttagolódás Magyarországon (1979)
- Levedi törzsszövetségétől Szent István államáig (1980)
- Tanulmányok az Árpád-korról (1983)
- Az augsburgi csata (1985)
- Johannes de Thurocz, Chronica Hungarorum I. Textus (társszerző, 1985)
- Az Árpád-kor háborúi (1986)
- Magyarország története 895-1301 (1987)
- Az Árpád-házi uralkodók (társszerző, 1988)
- A vármegyék kialakulása Magyarországon (1988)
- Az Anjou-kor háborúi (1988)
- Az államalapító (szerk., 1988)
- Anjou-kori oklevéltár I-IV. (1990–96)
- Az Árpád-ház tündöklése és hanyatlása (1992)
- Die Arpadendynastie. Die Geschichte Ungarns von 895 bis 1301 (1993)
- A Kárpát-medence és a magyarság régmúltja (1993)
- Honfoglaló fejedelmek: Árpád és Kurszán (1993)
- Korai magyar történeti lexikon (főszerk., 1994)
- A történeti irodalom Magyarországon a kezdetektől 1241-ig (1994)
- A honfoglalás korának írott forrásai (1995)
- A magyar állam megszületése (1995)
- Az Árpád-ház uralkodói (Makk Ferenccel, 1995)
- Magyar honfoglalás – honfoglaló magyarok (1996)
- Hungarian History in the Ninth Century (1996)
- Honfoglalás és társadalom (1996)
- A magyar nemzet megszületése (1997)
- Magyarország története 1301–1526 (társszerző, 1998)
- Az Árpádok. Fejedelmek és királyok (Makk Ferenccel, 2000)
- A multikulturális Erdély középkori gyökerei (2001)
- Szent István király (2001)
- A korai Erdély (2002)
- Történetírás a középkori Magyarországon. Magyar historiográfia I. (2002)
- Magyarország vegyesházi királyai (szerk., 2003)
- Háborúk és hadviselés az Árpádok korában (2003)
- Nem magyar népek a középkori Magyarországon (2003)
- Románok (újra) Pannóniában (2003)
- A székelyek eredete (2005)

## Tudományos tisztség
- MTA TMB[10] Szakbizottság, tag (1975–1982), plénum tag (1982–1988)
- MTA Történettudományi Bizottság, tag (1980–)
- SZAB[11] Történettudományi és Filozófiai Szakbizottság, elnök (1985–1990)
- Szegedi Középkorász Műhely, elnök (1992–2004)
- MTA közgyűlés (nem akadémikus) választott tagja (1994–)
- Történelmi Szemle, szerkesztő bizottsági tag (1992–)
- A Szeged története című monográfiasorozat főszerkesztője.
- Dél-Alföldi Évszázadok c. könyvsorozat (Szeged) szerk. biz. elnök

## Társasági tagság
- Magyar Történelmi Társaság (1962–2004); ig. választmányi tag (1985–1995)
- Nemzetközi Magyar Filológiai Társaság (1977–2004) végrehajtó bizottsági tag (1991–)

## Kitüntetések
- Felsőoktatási tanulmányi érdemérem (1963)
- Oktatásügy kiváló dolgozója (1975)
- „Az 1300 éves Bulgáriáért” kitüntetés (1981)
- Munka Érdemrend arany fokozata (1985)
- Kuun Géza-díj (1986)
- Szent-Györgyi Albert-díj (1994)
- Akadémiai Kiadó Nívódíja (1995)
- Szűcs Jenő-díj (1996)
- Szegedért Alapítvány tudományos díja (1996)
- Szeged díszpolgára (1998)
- Pécsi Tudományegyetem díszdoktora (2002)